# 莫宣宗
莫宣宗（ばくせんそう、マク・トゥエントン、ベトナム語：Mạc Tuyên Tông / 莫宣宗）は、莫朝大越の第4代皇帝。名は莫 福源（マク・フック・グエン、ベトナム語：Mạc Phúc Nguyên / 莫福源）、または莫 宏瀷（マク・ホアン・ドゥク、ベトナム語：Mạc Hoành Dực / 莫宏瀷）とも。

## 生涯
憲宗の長男。広和6年5月8日（1546年6月5日）に父帝が崩御すると即位し、翌年に永定と改元した。大叔父の弘王莫正中が泗陽侯范子儀や阮如桂らに擁立されて御天県（現在のフンハ県）で皇帝を称すると、謙王莫敬典と西郡公阮敬に命じて討伐させたが敗北し、海陽や安広一帯を劫掠されるなどその跳梁を許した。景暦2年（1549年）には宣宗は都の昇龍から逃亡している。景暦4年（1551年）に莫敬典が范子儀を捕えて殺害すると莫正中は明に逃亡した。その間隙を突いて後黎朝の平安王鄭松が莫朝の将軍である奉国公黎伯驪を抱き込み、武文密と黎伯驪率いる軍勢が昇龍に侵攻してくると、宣宗は金城県に逃亡した。都総帥として昇龍を守った叔父の莫敬典が後黎朝の軍を撃退し、その後は膠着状態が続いた。
光宝10年2月7日（1564年2月18日）、疹痘により崩御。子の莫茂洽が帝位を継いだ（英祖）。